# Harry Nyirenda
Harry Nyirenda (ur. 25 sierpnia 1990 w Blantyre) – piłkarz malawijski grający na pozycji obrońcy.

## Kariera klubowa
Karierę piłkarską Nyirenda rozpoczął w klubie MTL Wanderers Blantyre. W 2009 roku zadebiutował w jego barwach w pierwszej lidze Malawi. W latach 2010–2016 grał w południowoafrykańskim Black Leopards FC. W latach 2016–2019 występował w Mighty Wanderers FC. W sezonie 2016 zdobył z nim Puchar Malawi, a w sezonie 2017 wywalczył mistrzostwo kraju. W 2020 przeszedł do Ekwendeni Hammers FC.

## Kariera reprezentacyjna
W reprezentacji Malawi Nyirenda zadebiutował 6 lipca 2009 roku w wygranym 3:1 towarzyskim meczu ze Suazi, rozegranym w Blantyre. W 2010 roku w Pucharze Narodów Afryki 2010 był rezerwowym i nie rozegrał żadnego spotkania. Od 2009 do 2016 rozegrał w kadrze narodowej 41 meczów i strzelił 1 gola.